# Plogen, Ekerö kommun
Plogen är en småort i Ekerö kommun. Orten ligger mitt på Färingsö söder om sjön Igelviken i Sånga socken.